# Champ Car World Series 2004
Sezon 2004 w Champ Car był dwudziestą szóstą edycją tej serii wyścigowej (pierwszą pod szyldem Champ Car). Rozpoczął się 18 kwietnia i zakończył się po 14 wyścigach 7 listopada.
Tytuł mistrzowski zdobył po raz pierwszy Sébastien Bourdais z zespołu Newman/Haas Racing, a tytuł najlepszego nowicjusza (Rookie of the year) zdobył A.J. Allmendinger. Wszystkie zespoły używały silników Forda i opon Bridgestone, nadwozia natomiast były dostarczane przez Lolę oraz Reynarda.

## Lista startowa
Wszystkie zespoły używały 2,65-litrowego silnika Ford-Cosworth V8 XFE oraz opony Bridgestone.
| Zespół                       | Nadwozie                | Nr. | Kierowca            | Rundy     |
| ---------------------------- | ----------------------- | --- | ------------------- | --------- |
| Forsythe Championship Racing | Lola B02/00             | 1   | Paul Tracy          | Wszystkie |
| Forsythe Championship Racing | Lola B02/00             | 3   | Rodolfo Lavín       | Wszystkie |
| Forsythe Championship Racing | Lola B02/00             | 7   | Patrick Carpentier  | Wszystkie |
| Newman/Haas Racing           | Lola B02/00             | 2   | Sébastien Bourdais  | Wszystkie |
| Newman/Haas Racing           | Lola B02/00             | 6   | Bruno Junqueira     | Wszystkie |
| Herdez Competition           | Lola B02/00             | 4   | Ryan Hunter-Reay    | Wszystkie |
| Herdez Competition           | Lola B02/00             | 55  | Mario Domínguez     | Wszystkie |
| Walker Racing                | Reynard 02I             | 5   | Mário Haberfeld     | Wszystkie |
| Walker Racing                | Reynard 02I             | 15  | David Besnard       | 13        |
| Walker Racing                | Reynard 02I             | 15  | Michael Valiante    | 14        |
| Rocketsports Racing          | Lola B02/00             | 8   | Alex Tagliani       | Wszystkie |
| Rocketsports Racing          | Lola B02/00             | 17  | Nelson Philippe     | 1-5       |
| Rocketsports Racing          | Lola B02/00             | 17  | Memo Gidley         | 6-7       |
| Rocketsports Racing          | Lola B02/00             | 17  | Guy Smith           | 8-14      |
| RuSPORT                      | Lola B02/00             | 9   | Michel Jourdain Jr. | Wszystkie |
| RuSPORT                      | Lola B02/00             | 10  | A.J. Allmendinger   | Wszystkie |
| PKV Racing                   | Lola B02/00             | 12  | Jimmy Vasser        | Wszystkie |
| PKV Racing                   | Lola B02/00             | 21  | Roberto González    | Wszystkie |
| Mi-Jack Conquest Racing      | Reynard 02I Lola B02/00 | 14  | Alexandre Sperafico | 1-8       |
| Mi-Jack Conquest Racing      | Reynard 02I Lola B02/00 | 14  | Nelson Philippe     | 9-14      |
| Mi-Jack Conquest Racing      | Reynard 02I Lola B02/00 | 34  | Justin Wilson       | Wszystkie |
| Dale Coyne Racing            | Lola B02/00             | 11  | Oriol Servià        | Wszystkie |
| Dale Coyne Racing            | Lola B02/00             | 19  | Tarso Marques       | 1-2, 14   |
| Dale Coyne Racing            | Lola B02/00             | 19  | Gastón Mazzacane    | 3-12      |
| Dale Coyne Racing            | Lola B02/00             | 19  | Jarek Janiš         | 13        |

## Wyniki
| Runda | Wyścig                                                                      | Czołowa trójka | Czołowa trójka      | Czołowa trójka      | Czołowa trójka |
| Runda | Wyścig                                                                      | Poz.           | Kierowca            | Zespół              | Czas           |
| ----- | --------------------------------------------------------------------------- | -------------- | ------------------- | ------------------- | -------------- |
| 1     | Toyota Grand Prix of Long Beach 18 kwietnia, Long Beach                     | 1              | Paul Tracy          | Forsythe Racing     | 1:44:12.348    |
| 1     | Toyota Grand Prix of Long Beach 18 kwietnia, Long Beach                     | 2              | Bruno Junqueira     | Newman/Haas Racing  | +5.7           |
| 1     | Toyota Grand Prix of Long Beach 18 kwietnia, Long Beach                     | 3              | Sébastien Bourdais  | Newman/Haas Racing  | +6.4           |
|       |                                                                             |                |                     |                     |                |
| 2     | Tecate/Telmex Grand Prix of Monterrey 23 maja, Monterrey                    | 1              | Sébastien Bourdais  | Newman/Haas Racing  | 1:45:01.498    |
| 2     | Tecate/Telmex Grand Prix of Monterrey 23 maja, Monterrey                    | 2              | Bruno Junqueira     | Newman/Haas Racing  | +3.9           |
| 2     | Tecate/Telmex Grand Prix of Monterrey 23 maja, Monterrey                    | 3              | Mario Domínguez     | Herdez Competition  | +5.2           |
|       |                                                                             |                |                     |                     |                |
| 3     | Time Warner Cable Road Runner 250 5 czerwca, The Milwaukee Mile             | 1              | Ryan Hunter-Reay    | Herdez Competition  | 1:59:12.397    |
| 3     | Time Warner Cable Road Runner 250 5 czerwca, The Milwaukee Mile             | 2              | Patrick Carpentier  | Forsythe Racing     | +5.9           |
| 3     | Time Warner Cable Road Runner 250 5 czerwca, The Milwaukee Mile             | 3              | Michel Jourdain Jr. | RuSPORT             | +11.3          |
|       |                                                                             |                |                     |                     |                |
| 4     | Champ Car Grand Prix of Portland 20 czerwca, Portland International Raceway | 1              | Sébastien Bourdais  | Newman/Haas Racing  | 1:45:50.461    |
| 4     | Champ Car Grand Prix of Portland 20 czerwca, Portland International Raceway | 2              | Bruno Junqueira     | Newman/Haas Racing  | +1.2           |
| 4     | Champ Car Grand Prix of Portland 20 czerwca, Portland International Raceway | 3              | Paul Tracy          | Forsythe Racing     | +40.1          |
|       |                                                                             |                |                     |                     |                |
| 5     | U.S. Bank Champ Car Grand Prix of Cleveland 3 lipca, Cleveland              | 1              | Sébastien Bourdais  | Newman/Haas Racing  | 1:48:16.056    |
| 5     | U.S. Bank Champ Car Grand Prix of Cleveland 3 lipca, Cleveland              | 2              | Bruno Junqueira     | Newman/Haas Racing  | +15.1          |
| 5     | U.S. Bank Champ Car Grand Prix of Cleveland 3 lipca, Cleveland              | 3              | Alex Tagliani       | Rocketsports Racing | +27.6          |
|       |                                                                             |                |                     |                     |                |
| 6     | Molson Indy Toronto 11 lipca, Toronto                                       | 1              | Sébastien Bourdais  | Newman/Haas Racing  | 1:45:36.930    |
| 6     | Molson Indy Toronto 11 lipca, Toronto                                       | 2              | Jimmy Vasser        | PKV Racing          | +1.4           |
| 6     | Molson Indy Toronto 11 lipca, Toronto                                       | 3              | Patrick Carpentier  | Forsythe Racing     | +6.7           |
|       |                                                                             |                |                     |                     |                |
| 7     | Molson Indy Vancouver 25 lipca, Vancouver                                   | 1              | Paul Tracy          | Forsythe Racing     | 1:34:42.849    |
| 7     | Molson Indy Vancouver 25 lipca, Vancouver                                   | 2              | Michel Jourdain Jr. | RuSPORT             | +5.6           |
| 7     | Molson Indy Vancouver 25 lipca, Vancouver                                   | 3              | A.J. Allmendinger   | RuSPORT             | +6.1           |
|       |                                                                             |                |                     |                     |                |
| 8     | Grand Prix of Road America 8 sierpnia, Road America                         | 1              | Alex Tagliani       | Rocketsports Racing | 1:45:07.288    |
| 8     | Grand Prix of Road America 8 sierpnia, Road America                         | 2              | Rodolfo Lavín       | Forsythe Racing     | +1.9           |
| 8     | Grand Prix of Road America 8 sierpnia, Road America                         | 3              | Sébastien Bourdais  | Newman/Haas Racing  | +2.8           |
|       |                                                                             |                |                     |                     |                |
| 9     | Centrix Financial Grand Prix of Denver 15 sierpnia, Denver                  | 1              | Sébastien Bourdais  | Newman/Haas Racing  | 1:40:25.232    |
| 9     | Centrix Financial Grand Prix of Denver 15 sierpnia, Denver                  | 2              | Paul Tracy          | Forsythe Racing     | +7.4           |
| 9     | Centrix Financial Grand Prix of Denver 15 sierpnia, Denver                  | 3              | Bruno Junqueira     | Newman/Haas Racing  | +8.2           |
|       |                                                                             |                |                     |                     |                |
| 10    | Molson Indy Montreal 29 sierpnia, Circuit Gilles Villeneuve                 | 1              | Bruno Junqueira     | Newman/Haas Racing  | 1:39:12.432    |
| 10    | Molson Indy Montreal 29 sierpnia, Circuit Gilles Villeneuve                 | 2              | Patrick Carpentier  | Forsythe Racing     | +6.4           |
| 10    | Molson Indy Montreal 29 sierpnia, Circuit Gilles Villeneuve                 | 3              | Mario Domínguez     | Herdez Competition  | +11.1          |
|       |                                                                             |                |                     |                     |                |
| 11    | Bridgestone Grand Prix of Monterey 12 września, Raceway Laguna Seca         | 1              | Patrick Carpentier  | Forsythe Racing     | 1:45:51.116    |
| 11    | Bridgestone Grand Prix of Monterey 12 września, Raceway Laguna Seca         | 2              | Bruno Junqueira     | Newman/Haas Racing  | +5.395         |
| 11    | Bridgestone Grand Prix of Monterey 12 września, Raceway Laguna Seca         | 3              | Oriol Servià        | Dale Coyne Racing   | +20.459        |
|       |                                                                             |                |                     |                     |                |
| 12    | Bridgestone 400 25 września, Las Vegas Motor Speedway                       | 1              | Sébastien Bourdais  | Newman/Haas Racing  | 1:29:01.061    |
| 12    | Bridgestone 400 25 września, Las Vegas Motor Speedway                       | 2              | Bruno Junqueira     | Newman/Haas Racing  | +0.066         |
| 12    | Bridgestone 400 25 września, Las Vegas Motor Speedway                       | 3              | Patrick Carpentier  | Forsythe Racing     | +4.091         |
|       |                                                                             |                |                     |                     |                |
| 13    | Lexmark Indy 300 24 października, Surfers Paradise                          | 1              | Bruno Junqueira     | Newman/Haas Racing  | 1:46:45.941    |
| 13    | Lexmark Indy 300 24 października, Surfers Paradise                          | 2              | Sébastien Bourdais  | Newman/Haas Racing  | +1.199         |
| 13    | Lexmark Indy 300 24 października, Surfers Paradise                          | 3              | Mario Domínguez     | Herdez Competition  | +1.363         |
|       |                                                                             |                |                     |                     |                |
| 14    | Gran Premio Telmex/Tecate 7 listopada, Autódromo Hermanos Rodríguez         | 1              | Sébastien Bourdais  | Newman/Haas Racing  | 1:39:02.662    |
| 14    | Gran Premio Telmex/Tecate 7 listopada, Autódromo Hermanos Rodríguez         | 2              | Bruno Junqueira     | Newman/Haas Racing  | +4.604         |
| 14    | Gran Premio Telmex/Tecate 7 listopada, Autódromo Hermanos Rodríguez         | 3              | A.J. Allmendinger   | RuSPORT             | +6.780         |

     tor owalny  
     tor drogowy  
     tor uliczny  
     tor na lotnisku

## Klasyfikacja
| Poz. | Kierowca            | LB | MTY | MIL | POR | CLE | TOR | VAN | RA | DEN | MTL | LAG | LV | SP | MEX | Suma punktów |
| ---- | ------------------- | -- | --- | --- | --- | --- | --- | --- | -- | --- | --- | --- | -- | -- | --- | ------------ |
| 1    | Sébastien Bourdais  | 3  | 1   | 18  | 1   | 1   | 1   | 5   | 3  | 1   | 15  | 8   | 1  | 2  | 1   | 369          |
| 2    | Bruno Junqueira     | 2  | 2   | 6   | 2   | 2   | 18  | 4   | 15 | 3   | 1   | 2   | 2  | 1  | 2   | 341          |
| 3    | Patrick Carpentier  | 4  | 4   | 2   | 4   | 16  | 3   | 16  | 14 | 9   | 2   | 1   | 3  | 16 | 6   | 266          |
| 4    | Paul Tracy          | 1  | 7   | 17  | 3   | 17  | 5   | 1   | 12 | 2   | 4   | 10  | 18 | 4  | 10  | 254          |
| 5    | Mario Domínguez     | 5  | 3   | 8   | 17  | 8   | 17  | 6   | 5  | 4   | 3   | 11  | 7  | 3  | 8   | 244          |
| 6    | A.J. Allmendinger   | 12 | 17  | 5   | 6   | 6   | 11  | 3   | 13 | 5   | 5   | 15  | 6  | 6  | 3   | 229          |
| 7    | Alex Tagliani       | 8  | 5   | 13  | 7   | 3   | 7   | 7   | 1  | 10  | 7   | 6   | 16 | 19 | 11  | 218          |
| 8    | Jimmy Vasser        | 16 | 12  | 4   | 8   | 5   | 2   | 10  | 8  | 17  | 8   | 17  | 5  | 12 | 5   | 201          |
| 9    | Ryan Hunter-Reay    | 7  | 8   | 1   | 12  | 11  | 8   | 8   | 4  | 16  | 18  | 5   | 13 | 5  | 19  | 199          |
| 10   | Oriol Servià        | 15 | 14  | 7   | 11  | 4   | 9   | 12  | 6  | 6   | 9   | 3   | 12 | 13 | 7   | 199          |
| 11   | Justin Wilson       | 6  | 6   | 11  | 5   | 18  | 12  | 14  | 7  | 7   | 14  | 18  | 8  | 8  | 4   | 188          |
| 12   | Michel Jourdain Jr. | 11 | 11  | 3   | 14  | 15  | 15  | 2   | 9  | 14  | 6   | 4   | 11 | 17 | 9   | 185          |
| 13   | Mário Haberfeld     | 9  | 15  | 10  | 9   | 14  | 4   | 9   | 11 | 8   | 13  | 7   | 14 | 14 | 15  | 157          |
| 14   | Rodolfo Lavín       | 10 | 13  | 9   | 18  | 9   | 14  | 15  | 2  | 11  | 11  | 12  | 4  | 15 | 13  | 156          |
| 15   | Roberto González    | 14 | 9   | 12  | 10  | 7   | 13  | 13  | 16 | 12  | 10  | 14  | 10 | 11 | 12  | 136          |
| 16   | Nelson Philippe     | 13 | 10  | 14  | 15  | 10  |     |     |    | 13  | 17  | 16  | 9  | 10 | 16  | 89           |
| 17   | Gastón Mazzacane    |    |     | 16  | 13  | 12  | 6   |     | 18 | 15  | 12  | 13  | 15 |    |     | 73           |
| 18   | Guy Smith           |    |     |     |     |     |     |     | 10 | 18  | 16  | 9   | 17 | 9  | 17  | 53           |
| 19   | Alex Sperafico      | 17 | 16  | 15  | 16  | 13  | 10  | 17  | 17 |     |     |     |    |    |     | 47           |
| 20   | David Besnard       |    |     |     |     |     |     |     |    |     |     |     |    | 7  |     | 18           |
| 21   | Memo Gidley         |    |     |     |     |     | 16  | 11  |    |     |     |     |    |    |     | 15           |
| 22   | Tarso Marques       | 18 | 18  |     |     |     |     |     |    |     |     |     |    |    | 18  | 9            |
| 23   | Michael Valiante    |    |     |     |     |     |     |     |    |     |     |     |    |    | 14  | 7            |
| 24   | Jaroslav Janiš      |    |     |     |     |     |     |     |    |     |     |     |    | 18 |     | 3            |

     nowicjusz (rookie)
| Klucz punktacji  | Klucz punktacji  | Klucz punktacji  | Klucz punktacji  | Klucz punktacji  | Klucz punktacji | Klucz punktacji | Klucz punktacji | Klucz punktacji | Klucz punktacji | Klucz punktacji | Klucz punktacji | Klucz punktacji | Klucz punktacji | Klucz punktacji | Klucz punktacji | Klucz punktacji | Klucz punktacji | Klucz punktacji | Klucz punktacji | Klucz punktacji |
| Miejsce          | 1                | 2                | 3                | 4                | 5 | 6 | 7 | 8 | 9 | 10 | 11 | 12 | 13 | 14 | 15 | 16 | 17 | 18 | 19 | 20 |
| ---------------- | ---------------- | ---------------- | ---------------- | ---------------- | --- | --- | --- | --- | --- | --- | --- | --- | --- | --- | --- | --- | --- | --- | --- | --- |
| Punkty           | 31               | 27               | 25               | 23               | 21 | 19 | 17 | 15 | 13 | 11 | 10 | 9 | 8 | 7 | 6 | 5 | 4 | 3 | 2 | 1 |
| Dodatkowe punkty | Dodatkowe punkty | Dodatkowe punkty | Dodatkowe punkty | Dodatkowe punkty | zwycięstwo w 1. sesji kwalifikacyjnej – 1 punkt zwycięstwo w 2. sesji kwalifikacyjnej – 1 punkt najszybsze okrążenie wyścigu – 1 punkt prowadzenie przynajmniej przez jedno okrążenie – 1 punkt największy postęp w wyścigu – 1 punkt | zwycięstwo w 1. sesji kwalifikacyjnej – 1 punkt zwycięstwo w 2. sesji kwalifikacyjnej – 1 punkt najszybsze okrążenie wyścigu – 1 punkt prowadzenie przynajmniej przez jedno okrążenie – 1 punkt największy postęp w wyścigu – 1 punkt | zwycięstwo w 1. sesji kwalifikacyjnej – 1 punkt zwycięstwo w 2. sesji kwalifikacyjnej – 1 punkt najszybsze okrążenie wyścigu – 1 punkt prowadzenie przynajmniej przez jedno okrążenie – 1 punkt największy postęp w wyścigu – 1 punkt | zwycięstwo w 1. sesji kwalifikacyjnej – 1 punkt zwycięstwo w 2. sesji kwalifikacyjnej – 1 punkt najszybsze okrążenie wyścigu – 1 punkt prowadzenie przynajmniej przez jedno okrążenie – 1 punkt największy postęp w wyścigu – 1 punkt | zwycięstwo w 1. sesji kwalifikacyjnej – 1 punkt zwycięstwo w 2. sesji kwalifikacyjnej – 1 punkt najszybsze okrążenie wyścigu – 1 punkt prowadzenie przynajmniej przez jedno okrążenie – 1 punkt największy postęp w wyścigu – 1 punkt | zwycięstwo w 1. sesji kwalifikacyjnej – 1 punkt zwycięstwo w 2. sesji kwalifikacyjnej – 1 punkt najszybsze okrążenie wyścigu – 1 punkt prowadzenie przynajmniej przez jedno okrążenie – 1 punkt największy postęp w wyścigu – 1 punkt | zwycięstwo w 1. sesji kwalifikacyjnej – 1 punkt zwycięstwo w 2. sesji kwalifikacyjnej – 1 punkt najszybsze okrążenie wyścigu – 1 punkt prowadzenie przynajmniej przez jedno okrążenie – 1 punkt największy postęp w wyścigu – 1 punkt | zwycięstwo w 1. sesji kwalifikacyjnej – 1 punkt zwycięstwo w 2. sesji kwalifikacyjnej – 1 punkt najszybsze okrążenie wyścigu – 1 punkt prowadzenie przynajmniej przez jedno okrążenie – 1 punkt największy postęp w wyścigu – 1 punkt | zwycięstwo w 1. sesji kwalifikacyjnej – 1 punkt zwycięstwo w 2. sesji kwalifikacyjnej – 1 punkt najszybsze okrążenie wyścigu – 1 punkt prowadzenie przynajmniej przez jedno okrążenie – 1 punkt największy postęp w wyścigu – 1 punkt | zwycięstwo w 1. sesji kwalifikacyjnej – 1 punkt zwycięstwo w 2. sesji kwalifikacyjnej – 1 punkt najszybsze okrążenie wyścigu – 1 punkt prowadzenie przynajmniej przez jedno okrążenie – 1 punkt największy postęp w wyścigu – 1 punkt | zwycięstwo w 1. sesji kwalifikacyjnej – 1 punkt zwycięstwo w 2. sesji kwalifikacyjnej – 1 punkt najszybsze okrążenie wyścigu – 1 punkt prowadzenie przynajmniej przez jedno okrążenie – 1 punkt największy postęp w wyścigu – 1 punkt | zwycięstwo w 1. sesji kwalifikacyjnej – 1 punkt zwycięstwo w 2. sesji kwalifikacyjnej – 1 punkt najszybsze okrążenie wyścigu – 1 punkt prowadzenie przynajmniej przez jedno okrążenie – 1 punkt największy postęp w wyścigu – 1 punkt | zwycięstwo w 1. sesji kwalifikacyjnej – 1 punkt zwycięstwo w 2. sesji kwalifikacyjnej – 1 punkt najszybsze okrążenie wyścigu – 1 punkt prowadzenie przynajmniej przez jedno okrążenie – 1 punkt największy postęp w wyścigu – 1 punkt | zwycięstwo w 1. sesji kwalifikacyjnej – 1 punkt zwycięstwo w 2. sesji kwalifikacyjnej – 1 punkt najszybsze okrążenie wyścigu – 1 punkt prowadzenie przynajmniej przez jedno okrążenie – 1 punkt największy postęp w wyścigu – 1 punkt | zwycięstwo w 1. sesji kwalifikacyjnej – 1 punkt zwycięstwo w 2. sesji kwalifikacyjnej – 1 punkt najszybsze okrążenie wyścigu – 1 punkt prowadzenie przynajmniej przez jedno okrążenie – 1 punkt największy postęp w wyścigu – 1 punkt | zwycięstwo w 1. sesji kwalifikacyjnej – 1 punkt zwycięstwo w 2. sesji kwalifikacyjnej – 1 punkt najszybsze okrążenie wyścigu – 1 punkt prowadzenie przynajmniej przez jedno okrążenie – 1 punkt największy postęp w wyścigu – 1 punkt |

## Puchar konstruktorów
| Poz. | Konstruktor | Punkty |
| ---- | ----------- | ------ |
| 1    | Lola        | 462    |
| 2    | Reynard     | 168    |

## Puchar narodów
| Poz. | Kraj              | Punkty |
| ---- | ----------------- | ------ |
| 1    | Kanada            | 380    |
| 2    | Francja           | 358    |
| 3    | Brazylia          | 352    |
| 4    | Stany Zjednoczone | 310    |
| 5    | Meksyk            | 295    |
| 6    | Hiszpania         | 195    |
| 7    | Wielka Brytania   | 195    |
| 8    | Argentyna         | 73     |
| 9    | Australia         | 17     |
| 10   | Czechy            | 3      |